# Wheatcroft, Kentucky
Wheatcroft är en ort i Webster County i delstaten Kentucky, USA.